# A-10 Cuba!
A-10 Cuba! est un simulateur de vol de combat développé par les studios Parsoft Interactive (en), sorti en 1996 en France sur PC.

## Système de jeu

### Généralités
C'est un simulateur de combat aérien en 3D. Le joueur y pilote un A-10 Warthog en mission pour combattre une guerilla située à Guantanamo Bay sur l'île de Cuba. Comme dans la plupart des jeux de combats aériens, les missions consistent en : la défense d'une base aérienne ; la destruction de bateaux, ponts, tanks et bâtiments ou encore l'escorte d'avion…

### Nouveautés par rapport àA-10 Attack!
A-10 Cuba! est la suite du jeu A-10 Attack! dont il a gardé le concept. Les graphismes y sont plus détaillés et la demande en ressources matérielles s'en est logiquement vue accrue. On a ainsi, sur ce plan, en plus de la précédente mouture :
- des effets de fumée ;
- des lumières sur les pistes ;
- l'insigne de l'Air Combat Command sur la plupart des appareils américains ;
- plus de polygones sur les objets (les arrondis sont ainsi mieux définis).

L'accent a également été mis sur la physique des véhicules au sol et sur le réalisme des dégâts occasionnés. Le jeu ajoute également un éditeur de missions.

## Accueil
- PC Team : 85 %[1]